# کریم العواضی
کریم العَواضی (انگلیسی: Karim Ben Hassan Aouadhi؛ زادهٔ ۲ مهٔ ۱۹۸۶) بازیکن فوتبال اهل تونس است.

## باشگاهی
از باشگاه‌هایی که در آن بازی کرده‌است می‌توان به باشگاه فوتبال آفریقایی، باشگاه فوتبال فورتونا دوسلدورف، باشگاه فوتبال اسپرانس تونس، باشگاه فوتبال ستاره ساحلی، باشگاه فوتبال الوحده امارات، و باشگاه فوتبال المعب تونس اشاره کرد.

## تیم ملی
وی همچنین در تیم ملی فوتبال تونس بازی کرده‌است.